# Поярковское сельское поселение (Рязанская область)
Поярковское сельское поселение — муниципальное образование в Михайловском районе Рязанской области. Административный центр — деревня Поярково.

## История
Границы сельского поселения определяются законом Рязанской области от 07.10.2004 N 86-ОЗ.

## Население
| 2010 | 2012 | 2013 | 2014 | 2015 | 2016 | 2017 |
| ---- | ---- | ---- | ---- | ---- | ---- | ---- |
| 726  | ↗743 | ↘739 | ↘737 | ↗741 | ↘735 | ↘728 |
| 2018 | 2019 | 2020 | 2021 |      |      |      |
| ↘709 | ↘686 | ↘682 | ↘610 |      |      |      |

## Состав сельского поселения
| № | Населённый пункт | Тип населённого пункта          | Население |
| - | ---------------- | ------------------------------- | --------- |
| 1 | Вилки            | деревня                         | ↘25       |
| 2 | Ижеславль        | село                            | ↘226      |
| 3 | Лубянка          | деревня                         | ↘0        |
| 4 | Поярково         | деревня, административный центр | ↘422      |
| 5 | Хавертово        | село                            | ↘53       |